# ديف غروسمان
ديف غروسمان (بالإنجليزية: Dave Grossman)‏ هو عالم نفس أمريكي، ولد في 23 أغسطس 1956.

## وصلات خارجية
- ديف غروسمان على موقع ميوزك برينز (الإنجليزية)